# Ходжиев, Рифат Ходжиевич

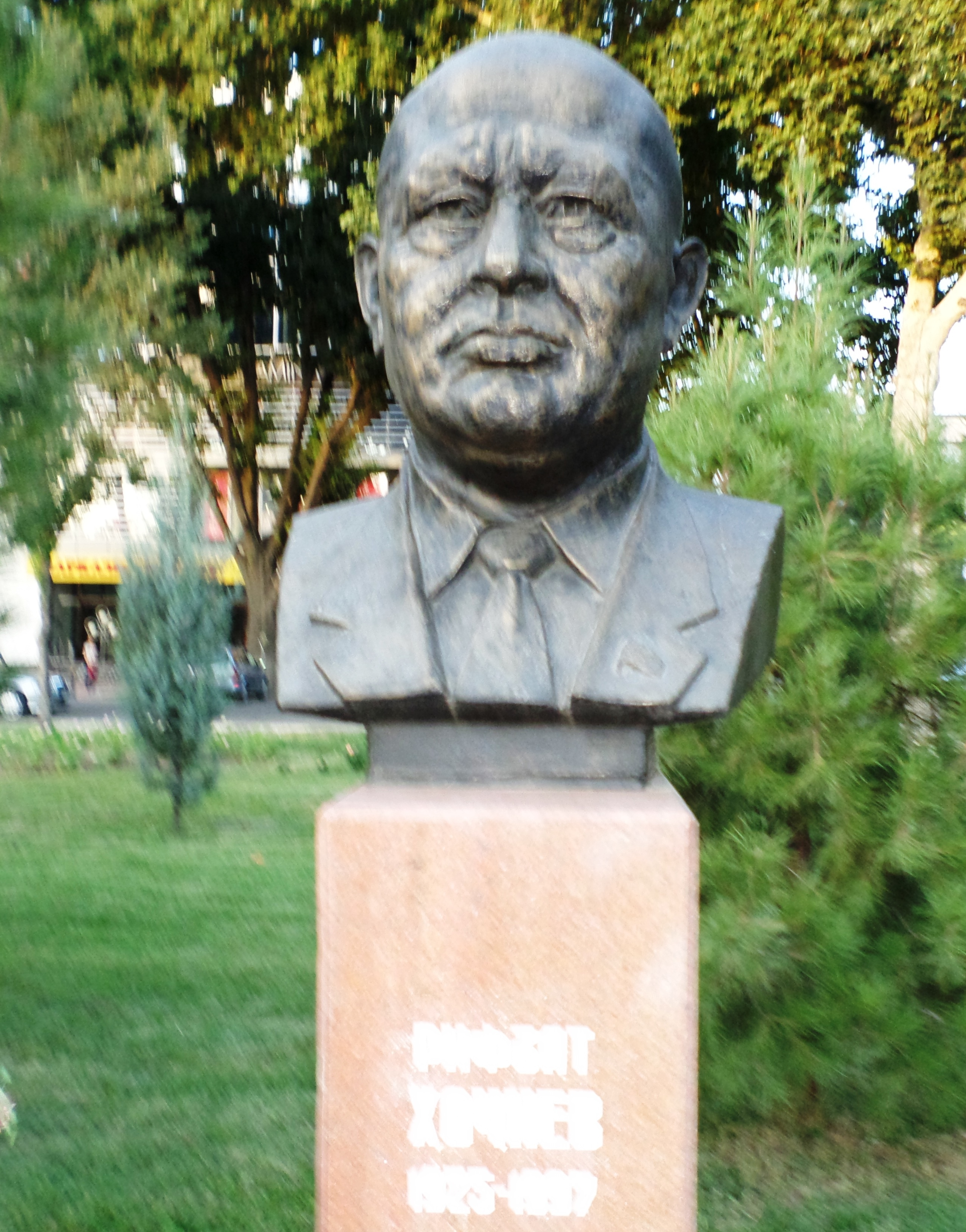

Рифъат Ходжиев (5 октября 1925, Ленинабад, Согдийская область, СССР — 12 июня 1997, Ленинабад, Таджикистан) — советский и таджикский политический деятель, депутат Верховного Совета СССР VII—XI созывов.

## Биография
Начальное образование получил в средней школе №12 города Ленинабада.
В 1942 году после окончания средней школы добровольно записался в РККА, участвовал в Великой Отечественной войне.
После войны свою трудовую деятельность начал с Консервного комбината г. Ленинабада, где до 1949 года работал на различных должностях. Заочно  окончил Ленинабадский государственный педагогический институт.
- 1949—1951 помощник директора ФЗО № 7 Ленинабадской области.
- 1951—1955 инструктор отдела промышленности Ленинабадского обкома.
- 1955—1956 зав. промышленно-транспортным отделом Ленинабадского горкома.
- 1956—1957 начальник управления облпромсовета Ленинабадской области.
- 1958—1960 директор ГЭС «Дружба Народов» г. Кайраккума.
- 1960-1966 начальник управления местной промышленности Ленинабадской области, секретарь парткома производственного колхозно-совхозного управления.

С 1966 по 1971 год первый секретарь Ленинабадского горкома партии.
1971-13.01.1987 - первый секретарь Ленинабадского областного комитета партии
В 1987 году вышел на пенсию и до 1997 года работал на общественной должности председателя Совета ветеранов войны и труда Ленинабадской области.
Депутат Верховного Совета СССР VII, VIII, IX, X, XI созывов. Делегат XXIII, XXIV, XXV, XXVI, XXVII съездов КПСС.
Награждён орденами Отечественной войны 2-й степени, двумя орденами Ленина, тремя орденами Трудового Красного Знамени, орденом Октябрьской Революции, орденом Дружбы народов и многими другими медалями .
В годы руководства Ленинабадской области Рифъатом Ходжиевым были созданы десятки промышленных предприятий, были орошены десятки тысяч гектар новых земель, которые до настоящего времени используются в пользу населения Ленинабадской области (настоящий Согд).

## Семейная жизнь
Женат. Жена – Мухтарамнисо Саломова, скончалась в 2007 г., пять детей, четырнадцать внуков и шестнадцать правнуков.